# Bussy-Lettrée

Bussy-Lettrée este o comună în departamentul Marne, Franța. În 2009 avea o populație de 321 de locuitori.